# 阿卜耶伊 (城镇)

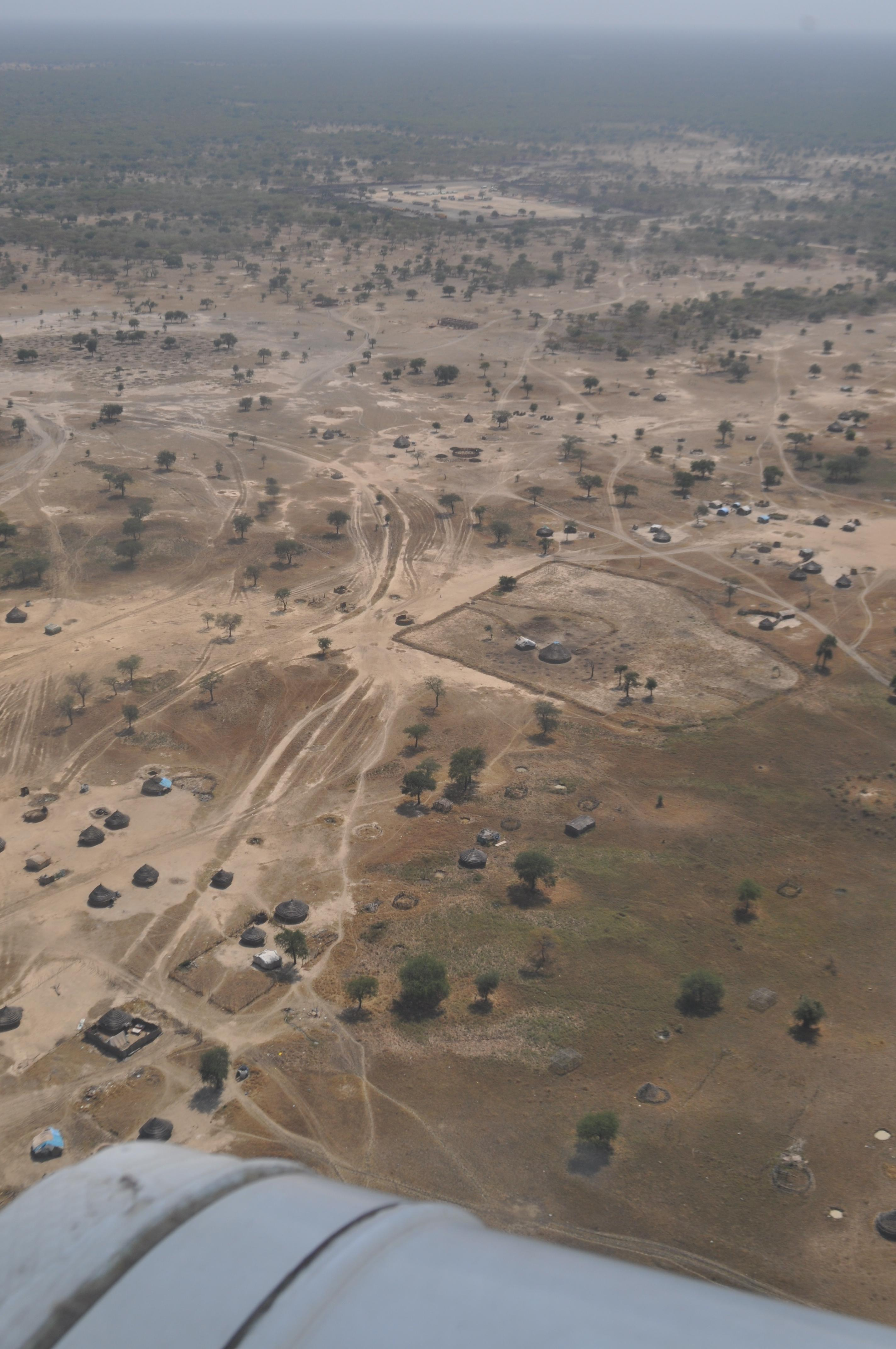
阿卜耶伊镇及其周边地区的航拍（2009年）

阿卜耶伊（英語：Abyei或Abyēy；阿拉伯语：‎）是一个位于苏丹南部边境的城镇，也是阿卜耶伊地区的首府。据联合国估计，在2011年5月冲突爆发前，这个城镇约有20000人口。